# Kriegers Flak havmøllepark
55°N 13°Ø / 55°N 13°Ø
Kriegers Flak havmøllepark er en 600-MW offshore vindmøllepark på 72 vindmøller, som er opført på Kriegers Flak, et lavvandet flak i Østersøen mellem Danmark, Sverige og Tyskland. Vindmølleparken blev indviet 6. september 2021 og var på det tidspunkt Skandinaviens største havvindmøllepark.

## Forberedelse
I 2010 pegede Energistyrelsen på stedet som et af de mest attraktive for en dansk havmøllepark. Ud over gunstige vindforhold og en havdybde fra 16 m til 25 m er havmølleparken nabo til den tyske havmøllepark Offshore-Windpark Baltic 2, der blev taget i brug i 2015, og som har en ydeevne på 288 MW. Den svenske del er endnu i planlægningsfasen. 
Hele området omfatter eksklusive økonomiske zoner for Tyskland, Sverige og Danmark og er udset til havvindmøllepark af alle tre lande. 
2015 fik det svenske statsejede elektricitetsselskab Vattenfall tildelt koncessionen samt tilladelser til forundersøgelse og etablering af Kriegers Flak Havmøllepark, og i december 2016 gav Energistyrelsen en etableringstilladelse til Vattenfall til opførelse af parken. I november 2017 blev det meddelt, at Vattenfall skulle opføre 72 vindmøller af typen Siemens Gamesa SG 8.0-167 DD, hver med 8,4 MW nominel effekt. Udover retten til statslige garanterede el-takster på 37 øre/kWh har Vattenfall indgået langsigtede elforsyningskontrakter med virksomhederne Novo Nordisk og Novozymes om køb af elektricitet fra vindmølleparken. I december 2018 afsluttede Vattenfall finansieringen af projektet.[kilde mangler]

## Anlægsarbejde
Det danske statsejede Energinet stod i 2018 for opførelsen af de to transformerstationer på havet: Kriegers Flak A og Kriegers Flak BE, og transformerplatformene blev forbundet med landstrømsnetværket med undersøiske kabler. I begyndelsen af 2020 blev de to byggepladser Kriegers Flak W og Kriegers Flak E omkring de to platforme udpeget som begrænsede områder, så byggearbejde kunne begynde der. 
De 72 monopæl-fundamenter blev produceret af EEW Special Constructions GmbH i Rostock og af det hollandske rederi Van Oord transporteret til byggefelterne. Installationen af møllerne begyndte da den første mølle rejstes 27. januar 2021 og ventes at være afsluttet ved udgangen af samme år.
Anlægsarbejdet for Kriegers Flak begyndte i februar 2020, og i maj 2020 blev dets første fundament færdig. Monopæl-fundamenter blev fremstillet af EEW-SPC i Rostock. Oven på fundamenterne blev der monteret overgangsstykker fra Bladt Industries. De bærer de 8,4 MW store vindmøller fra Siemens Gamesa. De 72 møller har hver en totalhøjde på 188 m, og hvert enkelt monopæl-fundament vejer op til 800 ton. Fundamenterne blev transporteret og installeret af Van Oord. Installationen af fundamenterne blev afsluttet i september 2020, og opførelsen af selve vindmøllerne blev påbegyndt i begyndelsen af 2021.
Rønne havn og Rødvig havn blev brugt til anlæg, og Klintholm Havn bruges til drift.

## Offshore elnet
Et offshore el-net blev etableret til 3,5 mia. kr, som vil øge nettariffen med 0,7 øre/kWh. Landingskablerne til de enkelte kyster kan således ikke kun bruges til at transportere egen el-produktion i land, men ligeledes til kraftoverførsel mellem landene. Projektet er støttet af EU med over en milliard kroner.
Energinet står for opsætningen af to transformerstationer på havet og ilandføringen af strømmen via søkabler til højspændingsnettet. Den ene af de to transformerplatforme skal bruges til at forbinde det danske 220kV el-system med det tyske 150kV system, som er verdens første havbaserede elnet for vindenergi mellem to lande – Danmark og Tyskland.
Den tyske vindmøllepark blev under navnet "Offshore-Windpark Baltic 2" taget i brug i 2015 og kan yde 288 MW.

## Drift
Havmølleparken producerer el svarende til 600.000 husstandes årlige forbrug af strøm, og til en pris på 37,2 øre per kWh, hvilket er usædvanligt billigt. Den lave pris skal dog ses i lyset af, at kabelføringen (som også skal bruges til at handle strøm mellem de tre lande) betales af Energinet og således ikke er en del af selve vindmølleprojektet.

## Del 2
I 2023 vedtog Folketinget at udbygge havvindkapaciteten, og i 2024 startede processen med at udbyde et to-delt område hhv. nord og syd for den nuværende Kriegers Flak havmøllepark. Det nye område ligger mindst 15 km fra Sjælland og Møn, og er indrettet til en kapacitet på 1000 MW. Byggeriet kan starte i 2028, og være i drift i 2030.